# クリスチャン・ラブ
クリスチャン・ラブ（Christian Rub、1886年4月13日 - 1956年4月14日）はドイツバイエルン州パッサウ出身の俳優、声優。

## 経歴
「ピノキオ」のゼペット役として知られる。